# 3a-hidroksi-5b-androstan-17-on 3a-dehidrogenaza
3a-hidroksi-5b-androstan-17-on 3a-dehidrogenaza (EC 1.1.1.152, etioholanolonska 3alfa-dehidrogenaza, etioholanolonska 3alfa-dehidrogenaza, 3alfa-hidroksi-5beta-steroidna dehidrogenaza) je enzim sa sistematskim imenom 3alfa-hidroksi-5beta-steroid:NAD+ 3-oksidoreduktaza. Ovaj enzim katalizuje sledeću hemijsku reakciju
3alfa-hidroksi-5beta-androstan-17-on + NAD+ {\displaystyle \rightleftharpoons } 5beta-androstan-3,17-dion + NADH + H+

## Literatura
- Nicholas C. Price; Lewis Stevens (1999). Fundamentals of Enzymology: The Cell and Molecular Biology of Catalytic Proteins (Third изд.). USA: Oxford University Press. ISBN 019850229X.
- Eric J. Toone (2006). Advances in Enzymology and Related Areas of Molecular Biology, Protein Evolution (Volume 75 изд.). Wiley-Interscience. ISBN 0471205036.
- Branden C; Tooze J. Introduction to Protein Structure. New York, NY: Garland Publishing. ISBN 0-8153-2305-0.
- Irwin H. Segel. Enzyme Kinetics: Behavior and Analysis of Rapid Equilibrium and Steady-State Enzyme Systems (Book 44 изд.). Wiley Classics Library. ISBN 0471303097.
- William P. Jencks (1987). Catalysis in Chemistry and Enzymology. Dover Publications. ISBN 0486654605.

## Spoljašnje veze
- 3alpha-hydroxy-5beta-androstane-17-one+3alpha-dehydrogenase на 